# Pleasanton (Nebraska)
Pleasanton é uma vila localizada no estado americano de Nebraska, no Condado de Buffalo.

## Demografia
Segundo o censo americano de 2000, a sua população era de 360 habitantes.
Em 2006, foi estimada uma população de 343, um decréscimo de 17 (-4.7%).

## Geografia
De acordo com o United States Census Bureau, a localidade tem uma área de 0,9 km², sem área coberta por água. Pleasanton localiza-se a aproximadamente 635 m acima do nível do mar.

## Localidades na vizinhança
O diagrama seguinte representa as localidades num raio de 24 km ao redor de Pleasanton.